# Ruamowhitia orae
Ruamowhitia orae är en rundmaskart som beskrevs av Yeates 1967. Ruamowhitia orae ingår i släktet Ruamowhitia och familjen Enoplidae. Inga underarter finns listade i Catalogue of Life.